# عملية اللحم المفروم (فلم)
عملية اللحم المفروم (بالإنجليزية: Operation Mincemeat) هو فيلم دراما حربي بريطاني من إخراج جون مادن وبطولة كولين فيرث، كيلي ماكدونالد، ماثيو ماكفادين، بينيلوب ويلتون وجوني فلين. من المقرر صدور الفيلم في 22 أبريل 2022.